# Serafim Sofijský
Svatý Serafim Sofijský (1. prosince 1881 Rjazaň – 26. února 1950 Sofie) byl ruský pravoslavný arcibiskup. 

## Život
Serafim emigroval (proti své vůli, na příkaz arcibiskupa) do Bulharska. Brzy se stal známým pro svou neobyčejnou mírnost a láskyplné vedení lidí ke Kristu. Zemřel  v pověsti svatosti. Svatořečení proběhlo roku 2016.

## Kanonizace

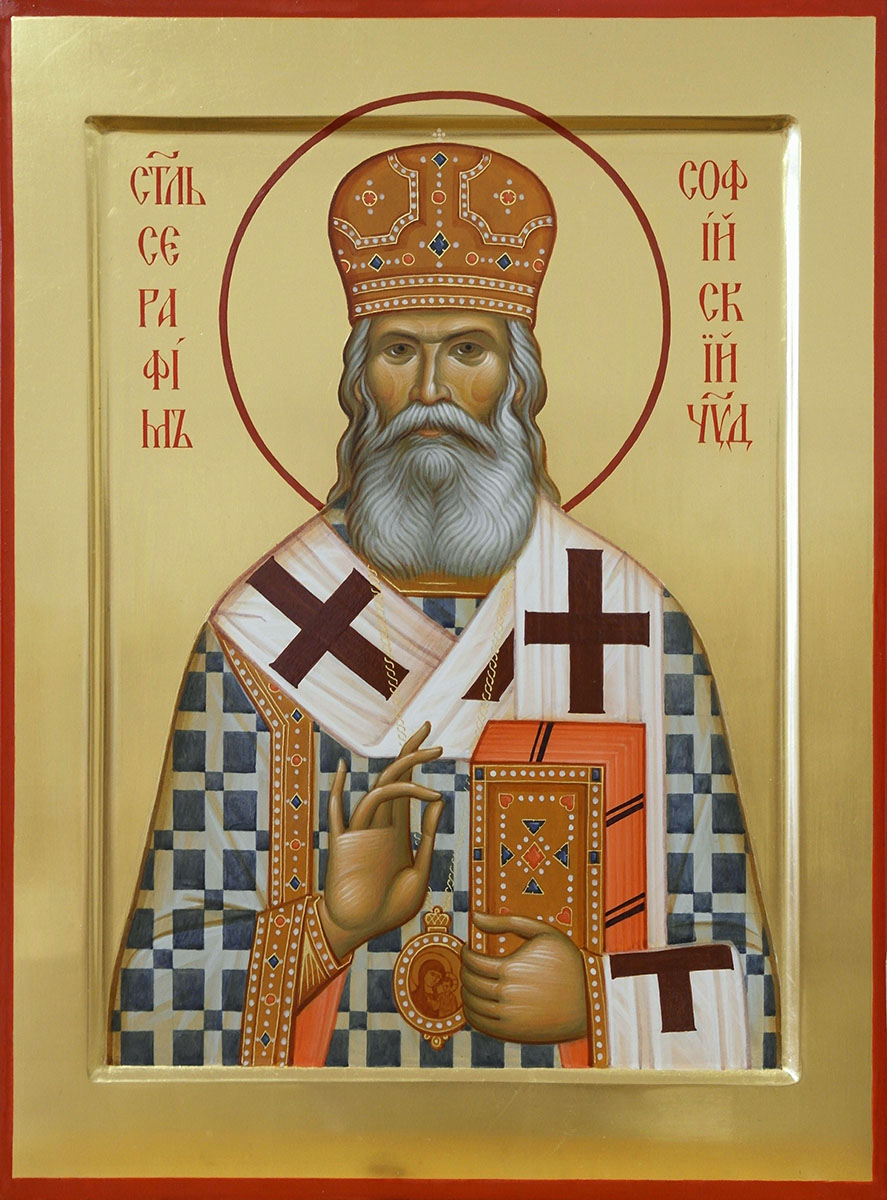
Svatý Serfaim Sofijský

Nikolaj Borisovič Sobojlev, mnišským jménem Serafim, byl ruský arcibiskup a světec Ruské pravoslavné církve (ROC) a Bulharské pravoslavné církve (BOC), uctívaný jako divotvůrce. Jeho svatořečení proběhlo 26. února 2016 v katedrále svatého Alexandra Něvského v Sofii poté, co poprvé v církevní historii dvě místní pravoslavné církve (v tomto případě bulharská a ruská) společně připravily svatořečení nového světce. Během oficiální návštěvy patriarchy Neofyta Bulharského v Moskvě, dne 8. března 2016, v moskevském Pokrovském klášteře, moskevský patriarcha Kirill a patriarcha Neofyt z Bulharska provedli společnou liturgickou oslavu (svatořečení) svatého ruskou a bulharskou pravoslavnou církví.